# Ajnabia
Ajnabia („cizinec“) byl rod býložravého kachnozobého dinosaura z podčeledi Lambeosaurinae, žijícího v období nejpozdnější křídy (geologický věk/stupeň maastricht, zhruba před 67 až 66 miliony let) na území dnešního Maroka (pánev Ouled Abdoun).

## Zařazení a význam
Jedná se o vůbec první druh kachnozobého dinosaura, známého z území Afriky (a někdejší Gondwany). Typový druh Ajnabia odysseus byl formálně popsán v roce 2020. Druhové jméno odkazuje k legendárnímu starořeckému hrdinovi Odysseovi.

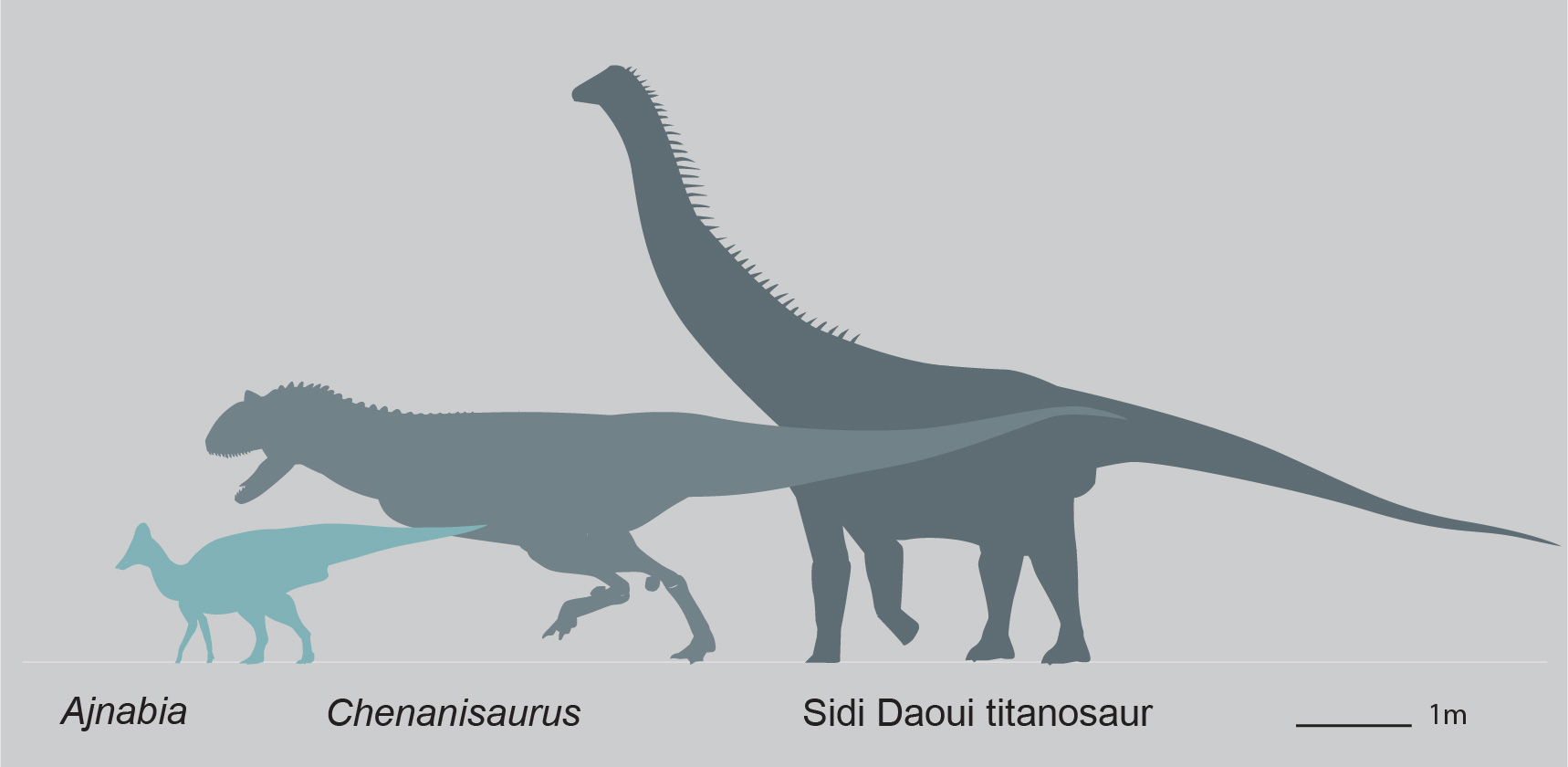
Ajnabia a její současníci – abelisauridní teropod Chenanisaurus a dosud nepopsaný titanosaurní sauropod.

Podle provedené fylogenetické analýzy se patrně jedná o hadrosaurida z tribu Arenysaurini, kachnozobých dinosaurů dosud známých pouze z území Evropy. Jednalo se tedy o blízkého vývojového příbuzného západoevropského druhu Arenysaurus ardevoli. Objev významně zvětšuje známé geografické rozšíření hadrosauridů v období končící křídy.
Objev tohoto hadrosaurida dokládá, že i v období pozdní křídy stále docházelo k výrazným migračním tahům různých skupin dinosaurů napříč kontinenty, a že tehdejší geografické bariéry mezi územím Evropy a Afriky nebyly pro tyto dinosaury zcela nepřekonatelné.
Příbuznými taxony byly další lambeosaurinní rody Minqaria a Taleta, žijící ve stejných ekosystémech.